# Jörg Bensberg
Jörg Bensberg (* 4. September 1960 in Bad Honnef) ist ein deutscher parteiloser Politiker und war  vom 1. November 2001 bis zum 31. Oktober 2021 Landrat des Landkreises Ammerland.

## Leben
Bensberg besuchte von 1970 bis 1979 das Alte Gymnasium Oldenburg und machte dort sein Abitur. Nach Beendigung der Schule arbeitete er bis 1981 als Sanitäter bei der Bundeswehr. Bensberg studierte bis 1987 Rechtswissenschaften an der Universität Göttingen. Sein Referendariat absolvierte er bis 1990 beim Oberlandesgericht Oldenburg.
Während seiner weiteren Karriere war er zunächst Regierungsassessor bei der Bezirksregierung Lüneburg, wechselte dann als Regierungsrat zur Bezirksregierung Weser-Ems und wurde 1992 zum Landkreis Ammerland abgeordnet, wo er im Dezember einstimmig zum stellvertretenden Oberkreisdirektor gewählt wurde. Dieses Amt trat er am 1. Januar 1993 an. Im Jahr 2001 wurde der parteilose Bensberg in einer Direktwahl zum hauptamtlichen Landrat des Landkreises Ammerland gewählt. Am 10. September 2006 sowie am 25. Mai 2014 erfolgte jeweils seine Wiederwahl. Bei der Landratswahl im September 2021 trat er nicht wieder an.
Seit Dezember 2014 ist Bensberg Vorsitzender des Verwaltungsrates der Landessparkasse zu Oldenburg und löste damit Hans Eveslage ab, der nach Ende seiner Amtszeit als Landrat des Landkreises Cloppenburg zum 31. Oktober 2014 seine Ämter bei der Landessparkasse zur Verfügung gestellt hatte.
Bensberg ist seit 1989 verheiratet und hat zwei Töchter.